# 柳澤良音
柳澤 良音（やなぎさわ ひろね、2000年11月11日 - ）は、日本の女性ヴァイオリニスト、声優。福島県出身。旧芸名：神月 響巴（）。以前はソニー・ミュージックアーティスツに所属していた。

## 略歴
3歳よりヴァイオリンを始める。東京藝術大学 音楽学部器楽科ヴァイオリン専攻 卒業。
2019年10月、ソニー・ミュージックアーティスツ主催アニメオーディション『第8回アニストテレス』にて選出され、活動を開始する。
2021年8月、芸名を神月 響巴から柳澤 良音に改名する。
2024年3月31日、ソニー・ミュージックアーティスツを退所し、フリーランスとなる。

## 受賞歴
- 第17回セシリア国際音楽コンクール第3位[5]
- 第22回大阪国際音楽コンクール入選[6]
- 第10回ジュニア国際音楽コンクール第4位[2]
- 全日本ソロ&アンサンブルコンテスト金賞受賞[2]

## 出演

### テレビアニメ
- SELECTION PROJECT（2021年、女子中学生B)
- EDENS ZERO（2021年、シーラ[7]）
- マブラヴオルタネイティヴ（2021年 - 2022年、月詠真那[8]） - 2シリーズ[一覧 1]
- ささやくように恋を唄う（2024年、生徒会役員、生徒会長、生徒委員）

### ゲーム
- Soul of Eden（2021年、アイーダ[1]）
- Project MIKHAIL（2021年、月詠真那[9]）
- マブラヴ：ディメンションズ（2023年、月詠真那[10]）
- ドールズフロントライン（2023年、P10C[11]、APC9K[11]）

### 朗読劇
- Act Session vol.1.5「喜笑転結」（2022年9月8日・10日、アトリエファンファーレ東新宿）[12]
- Act Session vol.2「Re: -the beginning of the end-」（2023年5月12日・14日、シアター・アルファ東京）[13]

### テレビ番組
- 声技の英雄（2021年 - 2022年、TOKYO MX）[14]

### その他コンテンツ
- YOASOBI×直木賞作家「はじめての」（2022年）[15]
- 十五少女（2021年、月波レイコ[16]）

## ディスコグラフィー

### 参加楽曲
| 発売日        | 商品名                                             | 歌                                                       | 楽曲             | 備考 |
| ------------- | -------------------------------------------------- | -------------------------------------------------------- | ---------------- | --- |
| 2022年3月23日 | ノンピリオド                                       | 白河みずな、戸谷菊之介、日原あゆみ、柳澤良音、山口諒太郎 | 「ノンピリオド」 | TOKYO MX『声技の英雄』プロジェクト。歌唱、及びヴァイオリン演奏参加                                          |
| 2024年2月7日  | ゲーム アサルトリリィ Last Bullet 運命のトリニティ | 新生グラン・エプレ                                       | 「Overcast Sky」 | 『アサルトリリィLast Bullet』メインストーリー新章グラン・エプレ編のテーマ楽曲。ヴァイオリンの演奏として参加 |

## ライブ・イベント

### ライブ・イベント
| 出演日              | タイトル | 会場                                                    | 備考                 |
| 2020年              | 2020年 | 2020年                                                  | 2020年               |
| ------------------- | --- | ------------------------------------------------------- | -------------------- |
| 2020年1月17日       | maruxenon Live Vol.34 with Symphonic DFC                                                                           | 恵比寿天窓.switch（東京都）                             | [ 18 ]               |
| 2020年9月17日       | maruxenon Live Vol.38                                                                                              | Goodstock Tokyo（東京都） ※無観客配信ライブ             | [ 19 ]               |
| 2020年10月22日      | maruxenon Live Vol.39                                                                                              | 恵比寿天窓.switch（東京都） ※無観客配信ライブ           | [ 20 ]               |
| 2020年11月13日      | SMA VOICE Special Live vol.1.0 with maruxenon                                                                      | 恵比寿天窓.switch（東京都） ※無観客配信ライブ           | [ 21 ]               |
| 2022年              | |                                                         |                      |
| 2022年2月15日       | maruxenon Live Vol.48                                                                                              | CLUB CRAWL（東京都）                                    | [ 22 ]               |
| 2023年              | |                                                         |                      |
| 2023年3月10日       | 「声技の英雄」スペシャルイベント                                                                                   | harevutai（東京都）                                     | [ 23 ]               |
| 2023年4月28日       | maruxenon Live Vol.57                                                                                              | 月見ル君想フ（東京都）                                  | [ 24 ]               |
| 2023年10月25日      | maruxenon Live Vol.61                                                                                              | 月見ル君想フ（東京都）                                  | [ 25 ]               |
| 2024年              | |                                                         |                      |
| 2024年4月11日       | maruxenon Live Vol.64                                                                                              | CLUB CRAWL（東京都）                                    | [ 26 ]               |
| 2024年5月12日       | 『100万人のクラシックライブ』イオンモール×M&Aベストパートナーズ                                                    | イオンモール上尾 1F サウスコート（埼玉県）              | [ 27 ]               |
| 2024年5月16日       | 『100万人のクラシックライブ』新宿住友ビル                                                                          | 住友不動産 新宿住友ビル「三角広場 東」（東京都）        | [ 28 ]               |
| 2024年5月20日       | 『100万人のクラシックライブ』大田文化の森 多目的室                                                                 | 大田文化の森 多目的室（東京都）                         | [ 29 ]               |
| 2024年6月21日       | 若手音楽家による弦楽四重奏の魅力                                                                                   | としま区民センター 6階 小ホール（東京都）               | [ 30 ]               |
| 2024年6月22日       | 『100万人のクラシックライブ』本門佛立宗 妙深寺×M&Aベストパートナーズ                                               | 本門佛立宗 妙深寺 第二本堂（神奈川県）                  | [ 31 ]               |
| 2024年7月15日       | 『100万人のクラシックライブ』社会福祉法人 福田会                                                                   | 社会福祉法人 福田会（東京都）                           | [ 32 ]               |
| 2024年7月20日       | 『100万人のクラシックライブ』甲府駅北口まちづくり委員会@藤村記念館                                                 | 藤村記念館（山梨県）                                    | [ 33 ]               |
| 2024年8月3日        | 佐藤秀徳カルテット ファミリーコンサート2024in二本松                                                                | 二本松市コンサートホール（福島県）                      | ナレーターとして出演 |
| 2024年8月12日       | 『100万人のクラシックライブ』イオンモール高岡×M&Aベストパートナーズ                                                | イオンモール高岡（富山県）                              | [ 35 ]               |
| 2024年8月24日       | 『100万人のクラシックライブ』ハレルヤ子ども食堂                                                                    | 松山福音センター 2階（愛媛県）                          | [ 36 ]               |
| 2024年8月25日       | 『100万人のクラシックライブ』星岡なかよし子ども食堂                                                                | 星岡集会所（愛媛県）                                    | [ 37 ]               |
| 2024年10月5日       | 『100万人のクラシックライブ』スパイスファクトリー                                                                  | デックス東京ビーチ3階デックス広場（東京都）             | [ 38 ]               |
| 2024年10月8日       | 柳澤良音ソロリサイタル『Re:Classic」                                                                               | IDEALビル4F 舞台「山水」（東京都）                      | [ 39 ]               |
| 2024年10月18日      | 『100万人のクラシックライブ』戸田建設東京支店 芝浦ルネサイトタワー                                                 | 芝浦ルネサイトタワー（東京都）                          | [ 40 ]               |
| 2024年10月20日      | 『100万人のクラシックライブ』イオンモール徳島×マクドナルド                                                         | イオンモール徳島（徳島県）                              | [ 41 ]               |
| 2024年10月23日      | Tokyo Music Evening Yube                                                                                           | 池袋西口公園野外劇場 グローバルリング シアター（東京都) | [ 42 ]               |
| 2024年10月24日      | 『100万人のクラシックライブ』住友不動産六本木グランドタワー「駅前広場」                                            | 住友不動産六本木グランドタワー「駅前広場」（東京都）    | [ 43 ]               |
| 2024年11月16日/17日 | 『100万人のクラシックライブ』鳥取県地域教育推進局×CASIO×M&Aベストパートナーズ                                      | 鳥取砂丘コナン空港（鳥取県）                            | ,                    |
| 2024年11月24日      | 『100万人のクラシックライブ』東横INN川崎駅前市役所通                                                               | 東横INN川崎駅前市役所通（神奈川県）                     | [ 46 ]               |
| 2024年12月7日       | 『100万人のクラシックライブ』明治安田ヴィレッジ アトリウム「アトリウム音楽祭2024」                                 | 明治安田ヴィレッジ アトリウム（東京都）                 | [ 47 ]               |
| 2024年12月11日      | 『100万人のクラシックライブ』イオンレイクタウンmori 2F 木の広場南側ブリッジ                                        | イオンレイクタウンmori（埼玉県）                        | [ 48 ]               |
| 2024年12月15日      | 『100万人のクラシックライブ』スパイスファクトリー@アクアシティお台場アクアアリーナ                                 | アクアシティお台場アクアアリーナ（東京都）              | [ 49 ]               |
| 2024年12月18日      | 『100万人のクラシックライブ』住友不動産 新宿住友ビル「三角広場」                                                   | 住友不動産 新宿住友ビル「三角広場」（東京都）           | [ 50 ]               |
| 2024年12月29日/30日 | コミックマーケット105 『戦姫絶唱シンフォギア』生演奏パフォーマンス                                                 | 有明・東京国際展示場(東京ビッグサイト)（東京都）        | [ 51 ]               |
| 2025年              | |                                                         |                      |
| 2025年1月11日       | 『100万人のクラシックライブ』郡山市ホールコンサート@郡山市総合地方卸売市場 管理棟2階 会議室                        | 郡山市総合地方卸売市場 管理棟（福島県）                 | [ 52 ]               |
| 2025年1月19日       | 『100万人のクラシックライブ』東横INN品川大井町                                                                     | 東横INN品川大井町（東京都）                             | [ 53 ]               |
| 2025年1月21日       | 『100万人のクラシックライブ』豊島区 街なかクラシックプロジェクト@要町駅ピアノ～としまの純真〜                      | 要町駅（東京都）                                        | [ 54 ]               |
| 2025年1月22日       | 『100万人のクラシックライブ』イオンレイクタウンmori 2F 木の広場南側ブリッジ                                        | イオンレイクタウンmori（埼玉県）                        | [ 55 ]               |
| 2025年2月9日        | 郡山キャナル国際音楽祭2024 「NEW YEAR ザ・名曲コンサート」                                                         | 開成山大神宮 参集殿（福島県）                           | [ 56 ]               |
| 2025年2月16日       | 『100万人のクラシックライブ』東横INN茅ヶ崎市役所                                                                   | 東横INN茅ヶ崎市役所（神奈川県）                         | [ 57 ]               |
| 2025年2月22日       | 『100万人のクラシックライブ』前橋リリカ 1Fフードコートステージ                                                     | 前橋リリカ 1Fフードコートステージ（群馬県）             | [ 58 ]               |
| 2025年2月24日       | 『100万人のクラシックライブ』スパイスファクトリー@グランドニッコー東京台場 アトリウム                              | グランドニッコー東京台場 アトリウム（東京都）           | [ 59 ]               |
| 2025年3月19日       | 『100万人のクラシックライブ』東京ステーションシティ運営協議会「東京エキマチライブ」                                | グランスタ八重洲B1 GODIVA café Tokyo前（東京都）        | [ 60 ]               |
| 2025年4月30日       | 『100万人のクラシックライブ』イオンレイクタウンmori 3F わんぱくフォレスト前(未来屋書店前)                          | イオンレイクタウンmori（埼玉県）                        | [ 61 ]               |
| 2025年5月6日        | スコペルタフィルハーモニー交響楽団 第6回定期演奏会                                                                 | 江東公会堂 ティアラこうとう 大ホール（東京都）          | [ 62 ]               |
| 2025年5月18日       | 『100万人のクラシックライブ』100クラ Chamber musicプロジェクト@さくら共同ビル B1F会議室                            | さくら共同ビル B1F会議室（東京都）                      | [ 63 ]               |
| 2025年5月20日       | 『100万人のクラシックライブ』大田文化の森 多目的室                                                                 | 大田文化の森 多目的室（東京都）                         | [ 64 ]               |
| 2025年5月24日       | 四季の風コンサート                                                                                                 | 郡山市立中央公民館 多目的ホール（福島県）               | [ 65 ]               |
| 2025年5月25日       | 『100万人のクラシックライブ』太田市×太田市文化スポーツ振興財団@尾島生涯学習センター                                | 尾島生涯学習センター（群馬県）                          | [ 66 ]               |
| 2025年6月8日        | maruxenon Live Vol.70 & Syndicate                                                                                  | CLUB CRAWL（東京都）                                    | [ 67 ]               |
| 2025年6月18日       | 『100万人のクラシックライブ』イオンレイクタウンmori 1F 木の広場                                                    | イオンレイクタウンmori（埼玉県）                        | [ 68 ]               |
| 2025年6月20日       | 『100万人のクラシックライブ』住友不動産 羽田エアポートガーデン 2F エントランス(羽田空港第3ターミナル 接続口) 2公演 | 羽田エアポートガーデン 2F エントランス（東京都）        | [ 69 ]               |
| 2025年７月5日       | 『100万人のクラシックライブ』東京おもちゃ美術館×アニマックスブロードキャスト・ジャパン@東京おもちゃ美術館 2公演    | 東京おもちゃ美術館（東京都）                            | [ 70 ]               |
| 2025年７月9日       | 『100万人のクラシックライブ』イオンレイクタウンmori 3F わんぱくフォレスト前(未来屋書店前) 2公演                    | イオンレイクタウンmori（埼玉県）                        | [ 71 ]               |
| 2025年７月28日      | 『100万人のクラシックライブ』住友不動産 新宿住友ビル「三角広場」(メインエントランス横)                             | 住友不動産 新宿住友ビル（東京都）                       | [ 72 ]               |

### ライブサポート
| 出演日              | タイトル                                                                 | 会場                                  | 備考                                                 |
| 2022年              | 2022年                                                                   | 2022年                                | 2022年                                               |
| ------------------- | ------------------------------------------------------------------------ | ------------------------------------- | ---------------------------------------------------- |
| 2022年8月26日       | Animelo Summer Live 2022 -Sparkle-                                       | さいたまスーパーアリーナ（埼玉県）    | ASCAのサポートミュージシャンとしてヴァイオリンを演奏 |
| 2023年              |                                                                          |                                       |                                                      |
| 2023年3月4日        | YANO HINAKI 2nd LIVE 〜Tear drops〜                                      | YOKOHAMA BAY HAL（神奈川県）          | [ 74 ]                                               |
| 2023年8月11日・12日 | SORARU LIVE TOUR 2023 クリスタリアルスカイ -ORCHESTRA-                   | 東京ガーデンシアター（東京都）        | [ 75 ]                                               |
| 2023年10月7日       | 井上喜久子声優デビュー35周年記念ライブ 17s'エアライン☆時空の旅へようこそ | 品川プリンスホテル クラブeX（東京都） | [ 76 ]                                               |
| 2023年12月9日       | Trio Colors Odyssey                                                      | 東京国際フォーラム ホールA（東京都）  | [ 77 ]                                               |
| 2024年              |                                                                          |                                       |                                                      |
| 2024年5月4日        | SMA 50th Anniversary presents SMA VOICE Special Live vol.2.0             | 森のホール21 小ホール（千葉県）       | [ 78 ]                                               |
| 2024年6月13日       | 多田三洋単独ライブ（仮）with Band                                        | CLUB CRAWL（東京都）                  | [ 79 ]                                               |
| 2024年8月30日       | Animelo Summer Live 2024 -Stargazer-                                     | さいたまスーパーアリーナ（埼玉県）    | [ 3 ]                                                |

### シリーズ一覧
1. ↑  第1期（2021年）、第2期（2022年）